# 陰陽路系列電影
《陰陽路》（英語：Troublesome Night）系列電影，是一系列香港恐怖電影，同時是香港電影史上最長壽的恐怖片，前期系列以邱禮濤執導及劉孝偉的劇本為本。邱禮濤自第二集起執導《陰陽路》系列至第六集。到了第七集，則由南燕自行執導。而第七集亦是《陰陽路》的菲林製作的終結。
南燕製作公司改與當時拍攝數碼電影見稱的中大電影創作室合作，開始了第二階段的《陰陽路》系列，由第八集至第十九集。這十二集的《陰陽路》系列特色，就是改為起用一群較新的導演，改用超低成本的數碼製作。故事方面，則以羅蘭飾演的畢氏龍娣配上雷宇揚、張豪龍等為骨幹。
此外，2007年推出的《降頭》雖然同樣由邱禮濤執導，而且與《陰陽路》系列基調上差不多，但並不屬於陰陽路系列。2017年為紀念《陰陽路》20周年，宣佈推出精神續作《常在你左右》。

## 系列電影

### 原系列
1. 《陰陽路》（1997年）
2. 《陰陽路之我在你左右》（1997年）
3. 《陰陽路之升棺發財》（1998年）
4. 《陰陽路4與鬼同行》（1998年）
5. 《陰陽路五之一見發財》（1999年）
6. 《陰陽路之凶周刊》（1999年）
7. 《陰陽路柒撞到正》（2000年）
8. 《陰陽路八之棺材仔》（2001年）
9. 《陰陽路九之命轉乾坤》（2001年）
10. 《陰陽路十宣言咒》（2001年）
11. 《陰陽路十一之撩鬼攞命》（2001年）
12. 《陰陽路十二之美容屍》（2001年）
13. 《陰陽路十三之花鬼》（2002年）
14. 《陰陽路十四之雙鬼拍門》（2002年）
15. 《陰陽路十五之客似魂來》（2002年）
16. 《陰陽路十六之回到武俠時代》（2002年）
17. 《陰陽路十七之監房有鬼》（2002年）
18. 《陰陽路十八之鬼上身》（2003年）
19. 《陰陽路十九之我對眼見到嘢》（2003年）

### 精神續作
1. 《常在你左右》（2017年）

## 主要角色介紹
- 羅蘭 飾 畢氏龍娣（龍婆）

登場：1-19（第一階段及第二階段全系列）、常在你左右
- 雷宇揚 飾 畢彼特

登場：1-9、16-19
- 唐家輝 飾 畢基

登場：8-19（第二階段全系列）
- 張豪龍 飾 畢仁

登場：11-19